# Андреа Фортунато
Андреа Фортунато (італ. Andrea Fortunato, 26 липня 1971, Салерно — 25 квітня 1995, Перуджа) — італійський футболіст, що грав на позиції лівого захисника, зокрема за «Ювентус», а також національну збірну Італії.
Вважався одним з найперспективніших італійських футбольних захисників початку 1990-х, чия кар'єра обірвалася смертю у 23-річному віці від наслідків лейкемії.  

## Клубна кар'єра
Народився 26 липня 1971 року в місті Салерно. Вихованець юнацьких команд футбольних клубів «Джоване Салерно» та «Комо».
У 17-річному віці дебютував у дорослому футболі виступами за головну команду «Комо» у Серії B. 
Влітку 1991 року перспективного юнака запросила до своїх лав вищолігова «Дженоа», віддавши його за декілька місяців в оренду до «Пізи». Повернувшись з оренди до «Дженоа», в сезоні 1992/93 вже був стабільним гравцем основного складу.
1993 року на запрошення Джованні Трапаттоні за 12 мільярдів лір перейшов до його команди, «Ювентуса», у якій відразу став основним виконавцем на лівому фланзі захисту, поєднуючи надійну гру в обороні з гострими підключеннями до атакувальних дій. Утім ближче до кінця сезону 1993/94 ігрова форма Фортунато погіршилася, він регулярно почав скаржитися на швидку втомлюваність і відсутність сил. Після низки обстежень у травні 1994 року у гравця було діагностовано рідкісну форму лейкемії.
Гравець пройшов курс хіміотерапії, і йому було зроблено дві пересадки кісткового мозку, після другої з яких його стан почав стрімко покращуватися, і його навіть було включено до заявки «Юве» на сезон 1994/95. Утім навесні 1995 року він захворів на грип, який розвинувся у пневмонію, яку 23-річний захисник подолати не зумів і 25 квітня помер у лікарні в Перуджі. Невдовзі після його смерті «Ювентус» здобув свій 23-й чемпіонський титул, який клуб присвятив своєму померлому гравцеві.

## Виступи за збірну
У вересні 1993 року провів свою єдину гру у складі національної збірної Італії.

## Статистика виступів

### Статистика клубних виступів
| Сезон               | Команда             | Чемпіонат           | Чемпіонат | Чемпіонат | Національний кубок | Національний кубок | Національний кубок | Континентальні кубки | Континентальні кубки | Континентальні кубки | Інші змагання | Інші змагання | Інші змагання | Усього | Усього |
| Сезон               | Команда             | Ліга                | Ігор      | Голів     | Ліга               | Ігор               | Голів              | Ліга                 | Ігор                 | Голів                | Ліга          | Ігор          | Голів         | Ігор   | Голів  |
| ------------------- | ------------------- | ------------------- | --------- | --------- | ------------------ | ------------------ | ------------------ | -------------------- | -------------------- | -------------------- | ------------- | ------------- | ------------- | ------ | ------ |
| 1989–90             | «Комо»              | B                   | 16        | 0         | КІ                 | 0                  | 0                  | -                    | -                    | -                    | -             | -             | -             | 16     | 0      |
| 1990–91             | «Комо»              | C1                  | 27        | 0         | КІ+КІ-C            | 2+?                | 0+?                | -                    | -                    | -                    | -             | -             | -             | 29+    | 0+     |
| Усього за «Комо»    | Усього за «Комо»    | Усього за «Комо»    | 43        | 0         |                    | 2+                 | 0+                 |                      | -                    | -                    |               | -             | -             | 45+    | 0+     |
| серп.-лист. 1991    | «Дженоа»            | A                   | 0         | 0         | КІ                 | 2                  | 0                  | КУЄФА                | 1                    | 0                    | -             | -             | -             | 3      | 0      |
| лист. 1991–92       | «Піза»              | B                   | 25        | 0         | КІ                 | 1                  | 0                  | -                    | -                    | -                    | -             | -             | -             | 26     | 0      |
| 1992–93             | «Дженоа»            | A                   | 33        | 3         | КІ                 | 4                  | 0                  | -                    | -                    | -                    | -             | -             | -             | 37     | 3      |
| Усього за «Дженоа»  | Усього за «Дженоа»  | Усього за «Дженоа»  | 33        | 3         |                    | 6                  | 0                  |                      | 1                    | 0                    |               | -             | -             | 40     | 3      |
| 1993–94             | «Ювентус»           | A                   | 27        | 1         | КІ                 | 1                  | 0                  | КУЄФА                | 7                    | 0                    | -             | -             | -             | 35     | 1      |
| 1994–95             | «Ювентус»           | A                   | 0         | 0         | КІ                 | 0                  | 0                  | КУЄФА                | 0                    | 0                    | -             | -             | -             | 0      | 0      |
| Усього за «Ювентус» | Усього за «Ювентус» | Усього за «Ювентус» | 27        | 1         |                    | 1                  | 0                  |                      | 7                    | 0                    |               | -             | -             | 35     | 1      |
| Усього за кар'єру   | Усього за кар'єру   | Усього за кар'єру   | 128       | 4         |                    | 10+                | 0+                 |                      | 8                    | 0                    |               | -             | -             | 146+   | 4+     |

### Статистика виступів за збірну
| Дата      | Місто   | Господарі | Результат | Гості  | Турнір            | Голи | Примітки |
| --------- | ------- | --------- | --------- | ------ | ----------------- | ---- | -------- |
| 22-9-1993 | Таллінн | Естонія   | 0 – 3     | Італія | Відбір до ЧС 1994 | -    |          |
| Усього    |         | Матчів    | 1         |        | Голів             | 0    |          |

## Титули і досягнення
- Чемпіон Італії (1):

«Ювентус»: 1994-1995
- Володар Кубка Італії (1):

«Ювентус»: 1994-1995